# Donal Smith
Donal Smith (Donal Ian Brice Smith; * 4. Februar 1934; † 27. September 2023) war ein neuseeländischer Mittelstreckenläufer, der sich auf die 800-Meter-Distanz spezialisiert hatte.

## Leben
1958 wurde er bei den British Empire and Commonwealth Games in Cardiff Fünfter über 880 Yards.
Bei den Olympischen Spielen 1960 in Rom schied er trotz seiner persönlichen Bestzeit von 1:48,4 min im Viertelfinale aus.
Donal Smith starb im September 2023 im Alter von 89 Jahren.